# Муцу (сорт яблук)
Сорт яблук Муцу (яп. 睦奥 ムツ, муцу) (також відомий як Кріспін [Crispin]) був виведений 1948 року та одержаний від схрещування між Голден делішес (Golden Delicious) і японського сорту Індо (Indo). Назва походить від назви провінції Муцу в Японії, де цей сорт був вперше вирощений.

## Характеристика сорту
Збірна зрілість наступає з 15-20 жовтня. плоди зберігаються близько 260 днів. Дерево середньоросле, стійкість до хвороб — висока. Високоурожайний. Добре транспортується. Світло-жовті або салатово-жовті великі плоди 200—280 г. Є також червоно-жовті мутанти. Кисло-солодкий смак, кислота майже не відчувається. М'якоть середньої твердості. Із світлих плодів цей сорт найкращий
.

## Галерея

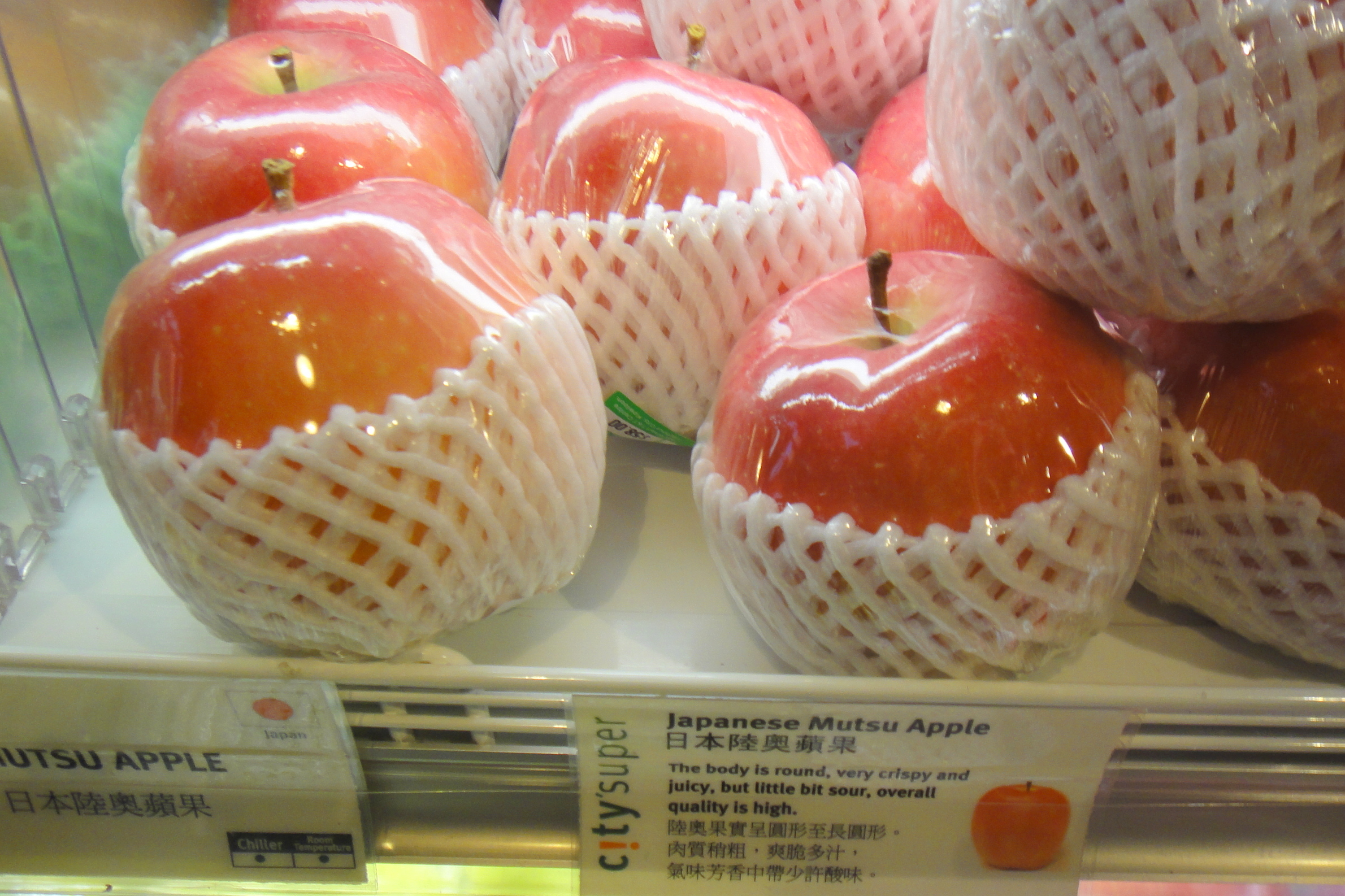
Червоний мутант Муцу в Гонконгу
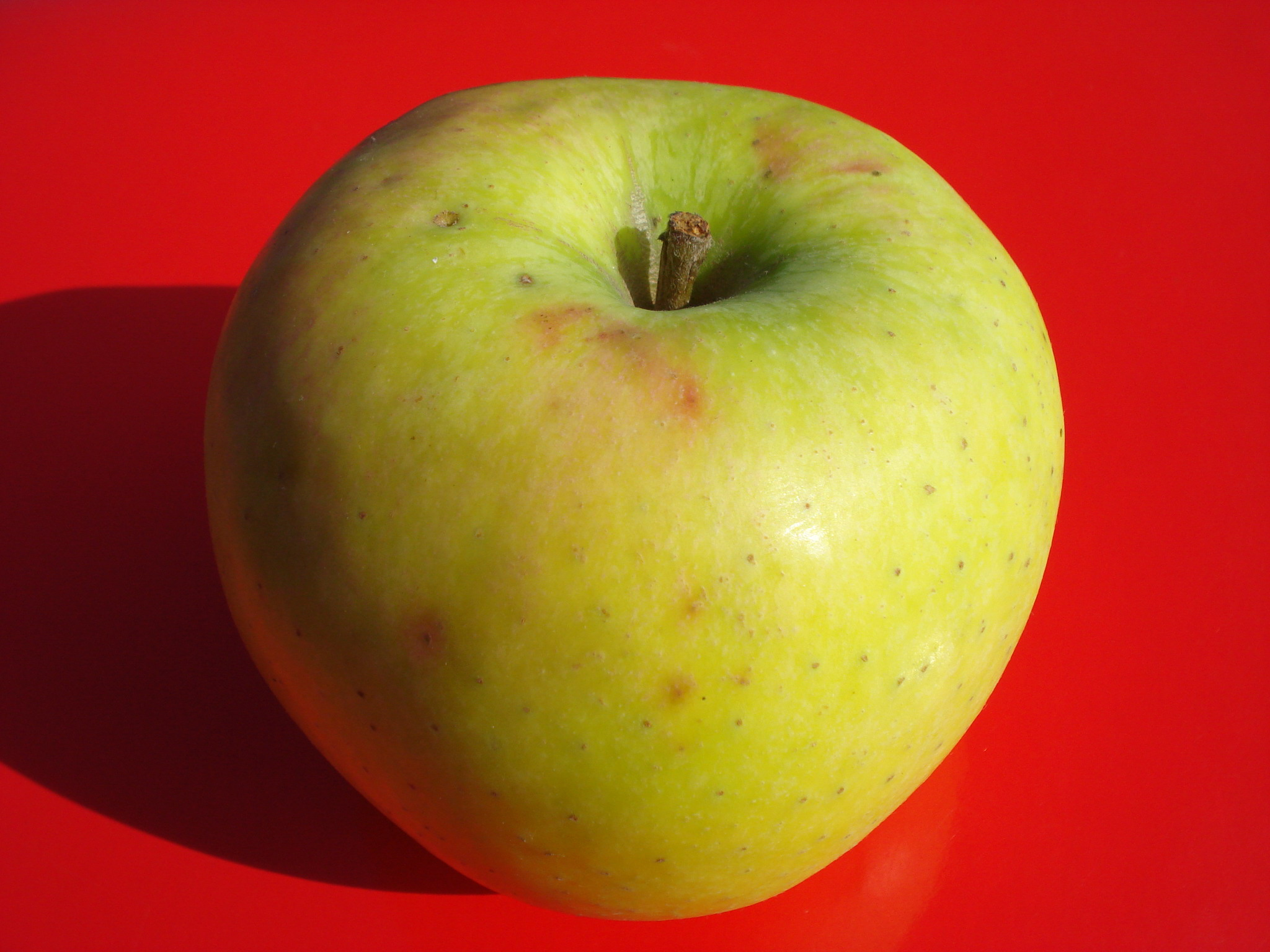
Муцу із Хорватії
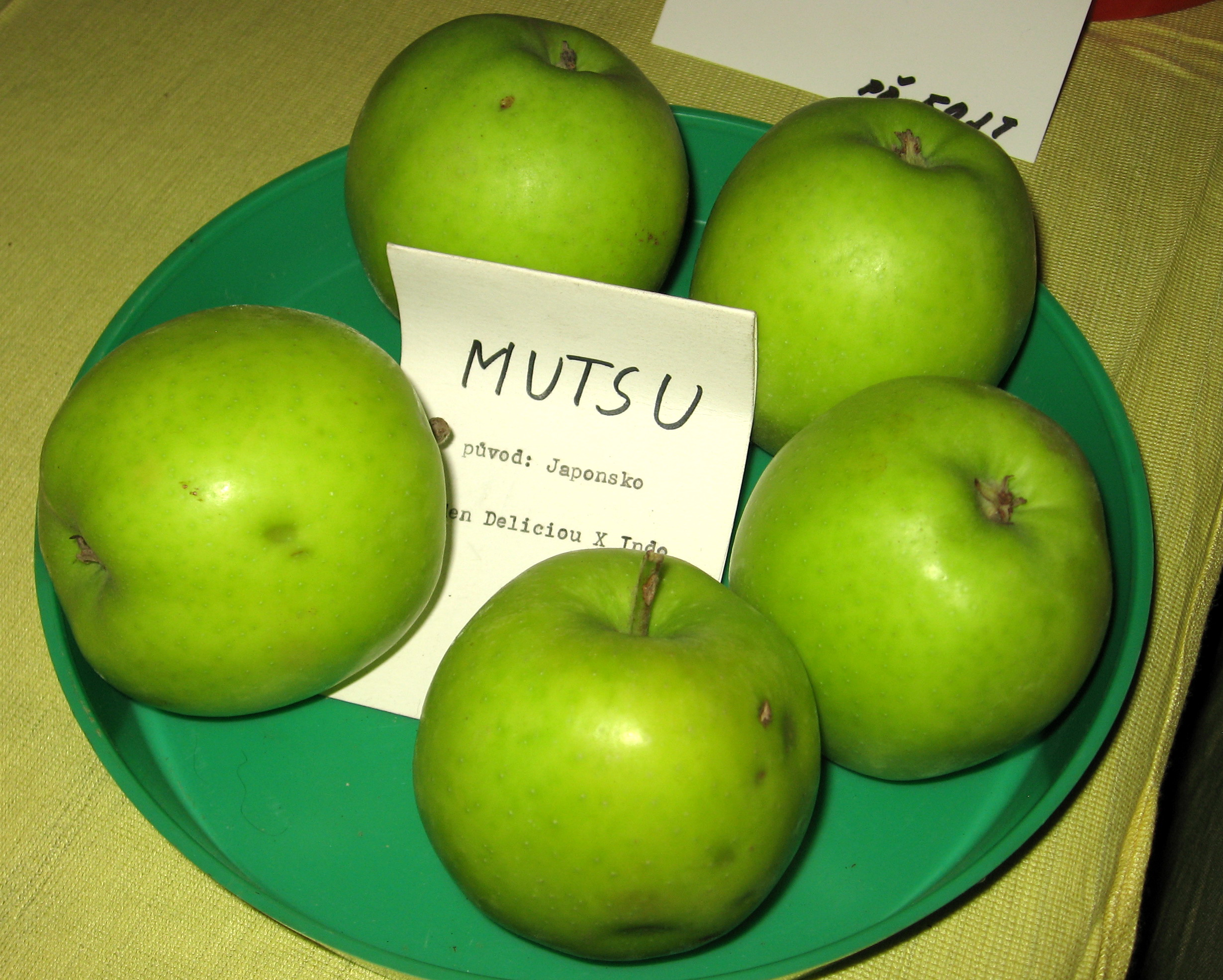
Зелений Муцу з Чехії